# Bertrand de Madaillan d'Estissac
Bertrand de Madaillan d'Estissac, né vers 1460, mort en 1522, est un dignitaire français de la fin du XVe siècle et du début du XVIe siècle.

## Biographie
Il est le fils de Jean de Madaillan d'Estissac (vers 1425-19 juillet 1482), et le frère aîné de Geoffroy d'Estissac, évêque de Maillezais, protecteur de Rabelais. Marié en 1506 à Catherine Chabot, la sœur de l'amiral Philippe Chabot, fille de Jacques Ier Chabot de Jarnac et de Madeleine de Luxembourg-St-Pol-Fiennes, ils eurent deux fils, Louis et Arnold, évêque de Maillezais. Bertrand fut sire de Cahuzac, Montclar, Saussignac, Montaut de la Quinte (sans doute le château aujourd'hui ruiné de Montaut à Beleymas, La Quinte désignant l'archiprêtré regroupant 38 paroisses de la « quinte » (banlieue) de Périgueux), Brousse (La Brousse et/ou La Brousse-en-Soubise = le Bois des Brousses à Saint-Agnant ?).

## Carrière
Il a été sénéchal de l'Agenais, sénéchal du Périgord, lieutenant-général et gouverneur de Guyenne, maire et gouverneur capitaine de Bordeaux, et a participé au siège d'Alexandrie en 1499.